# عنصر تكاملي وتصريفي
العناصر التكاملية والاقترانية ICEs هي عناصر وراثية متحركة موجودة في كل من البكتيريا موجبة الجرام وسالبة الجرام. في الخلية المانحة، تو
جد ICEs بشكل أساسي على الكروموسوم، ولكن لديها القدرة على استئصال نفسها من الجينوم ونقلها إلى الخلايا المتلقية عبر الاقتران البكتيري.
نظرا لارتباطها الفيزيائي بالكروموسومات، فقد ثبت أن تحديد العناصر التكاملية والاقتران أمر صعب، ولكن في تحليل السيليكو للجينومات البكتيرية يشير إلى أن هذه العناصر منتشرة على نطاق واسع بين العديد من الكائنات الحية الدقيقة.
تم اكتشاف ICEs في Pseudomonadota (على سبيل المثال ، Pseudomonas spp. ،Aeromonas spp. ، E. coli، Haemophilus spp)، Actinomycetota وBacillota. من بين العديد من محددات الفوعة الأخرى، قد تنشر ICE جينات مقاومة أيونات المعادن والمضادات الحيوية عبر الشعب بدائية النواة. بالإضافة إلى ذلك، قد تسهل عناصر ICE أيضًا تعبئة وحدات DNA الأخرى مثل الجزر الجينومية.

## صفات
وعلى الرغم من أن ICEs يعرض آليات مختلفة تعزز تكاملها ونقلها وتنظيمها، إلا أنها تشترك في العديد من الخصائص المشتركة. تشتمل ICE على جميع العناصر الوراثية المتنقلة مع قدرات النسخ الذاتي والتكامل والاقتران، بما في ذلك الينقولات المقترنة، بغض النظر عن آلية الاقتران والتكامل المحددة التي تعمل من خلالها. يعتقد أيضا أن بعض جزر الإمراضية الجينومية غير المتحركة هي ICEs معيب فقد قدرته على الاقتران.
يجمع ICEs بين ميزات معينة للعناصر الجينية المتنقلة التالية:
- الجراثيم التي لديها القدرة على إدخال واستئصال الكروموسومات البكتيرية.
- الينقولات التي ، بالإضافة إلى نشاطها المتأصل القابل للنقل ، يمكن أن تخضع أيضًا لنقل الجينات الأفقي عبر الاقتران.
- البلازميدات المقترنة التي تنتقل من البكتيريا المانحة إلى المتلقية عن طريق الاقتران.

على عكس البلازميدات والعاثيات، لا يمكن أن تبقى العناصر التكاملية والاقتران في شكل خارج الصبغيات في سيتوبلازم الخلايا البكتيرية وتتكاثر فقط مع الكروموسوم الذي تعيش فيه.
تمتلك ICEs البنية المنظمة في ثلاث وحدات جينية مسؤولة عن تكاملها مع الكروموسوم، والاستئصال من الجينوم والاقتران، وكذلك الجينات التنظيمية. تقوم جميع العناصر التكاملية والاقترانية بتشفير التكامل الضروري للتحكم في استئصال ونقل وتكامل الجليد. المثال التمثيلي لتكامل الجليد هو التكامل المشفر بواسطة عاثية لامدا. يجب أن يسبق نقل عنصر جليدي متكامل من المتبرع إلى البكتيريا المتلقية استئصاله من الكروموسوم الذي يتم الترويج له بواسطة بروتينات صغيرة مرتبطة بالحمض النووي، ما يسمى بعوامل اتجاه إعادة التركيب. ديناميات عمليات التكامل والاستئصال محددة لكل عنصر تكاملي وتصريفي.